# درومچه
درومچه (به بلغاری: Drumche) یک منطقهٔ مسکونی در بلغارستان است که در شهرستان مومچیلگراد واقع شده‌است.